# گذرنامه بیومتریک

نشان دارابودن اطلاعات بیومتریک که بر روی گذرنامه‌های نوین قرار دارد.

گذرنامه بیومتریک یا گذرنامه زیست‌سنجشی، ترکیبی از داده‌های سنتی روی کاغذ مانند تصویر و نام و نیز داده‌های دیجیتالی زیست‌سنجی یا بیومتریک مانند اثر انگشت، رنگ و طرح اسکن عنبیه و یک نسخه دیجیتال از تصویر دارنده گذرنامه، کارگذاشته‌شده درون یک ریزتراشه، ای‌ای‌پی‌رام است که خود ریزتراشه و حافظه مربوط درون جلد گذرنامه قرار گرفته‌است. تمامی این داده‌بندی برپایه مدرک ایکائو، استاندارد شده‌است.
گذرنامه الکترونیک تنها یک ریزتراشه نسبت‌به گذرنامه‌های پیشین درخود داشته که جعل و تقلب در آن را به شدت محدود می‌کند و در مقابل هزینه و قیمت تمام‌شده گذرنامه به شدت افزایش می‌یابد.
در ایران وزارت اطلاعات مسئولیت ثبت و تولید این ریزتراشه را دارد.

## امنیت اطلاعات تراشه
برای بالا بردن امنیت داده‌های درون ریزتراشه از ترکیب چند روش گوناگون در گذرنامه استفاده می‌شود:
- شماره و کد شناسایی برای تراشه‌ها، برخلاف اسکناس دارای سریال نبوده و تمامی کدهای ریزتراشه به صورت تصادفی یا راندوم انتخاب می‌شوند.
- استفاده‌از سامانه بی‌ای‌سی در جابجایی داده بین تراشه و اسکنر. بدین‌ترتیب برای آغاز تراکنش نیاز به کلید آغاز و دیگر داده‌های قابل شناسایی سامانه کنترل بوده و ضریب سرقت داده‌ها کمتر می‌شود.
- تأیید غیرفعال و استفاده از تابع درهم‌ساز رمزنگارانه و امضای دیجیتال برای بالا بردن ضریب اطمینان در ارتباط امن بین تراشه و اسکنر.
- تأیید فعال که بر عکس روش بالایی هر تراشه دارای یک شماره شناسایی غیرقابل کپی‌برداری بوده که توسط اسکنر شناسایی می‌شود.
- تراشه در بخش درونی جلد گذرنامه یا یک برگه داخلی قرار گرفته درحالی که جنس و ساختار خود جلد گذرنامه به شکلی است که برای خواندن داده‌ها باید گذرنامه را باز نمود؛ بنابراین در هنگام عدم استفاده از تراشه و داده‌ها، گذرنامه بسته مانده و جلد گذرنامه با ایجاد قفس فارادی از دزدی داده‌های الکترونیکی جلوگیری خواهد کرد.

هرچند امنیت گذرنامه الکترونیک بالا بوده و جعل آن مشکل است اما از زمان صدور گذرنامه‌های بیومتریک تاکنون چندین حفره و مشکل امنیتی گزارش شده‌است.

## کشورهای دارای گذرنامه بیومتریک

کشورهای مجهز به سیستم گذرنامه بیومتریک تا ژوئیه ۲۰۲۳

تمامی کشورهای اروپایی عضو حوزه شنگن و سایر کشورهای انجمن تجارت آزاد اروپا، برای شهروندان خود که قصد خروج از اروپا و سفر به کشورهای دیگر همچون ایالات متحده آمریکا، استرالیا و غیره را دارند، پس‌از انگشت‌نگاری و ثبت داده‌های فردی و زیستی، گذرنامه بیومتریک صادر می‌کند. هزینه هر گذرنامه در کشورهای مختلف شنگن متفاوت و بسته به‌قوانین کشوری از ۶۰ تا ۱۵۰ یورو در تغییر است.
بسیاری‌از کشورهای پیشرفته و در حال توسعه آسیا به غیر از هندوستان نیز دارای گذرنامه الکترونیک هستند.
ایران نیز ازسال ۲۰۱۱ آغاز به صدور گذرنامه بیومتریک نموده‌است.